# Chevrolet Bolt EUV
Chevrolet Bolt EUV – elektryczny samochód osobowy typu crossover klasy subkompaktowej produkowany pod amerykańską marką Chevrolet w latach 2021–2023.

## Historia i opis modelu

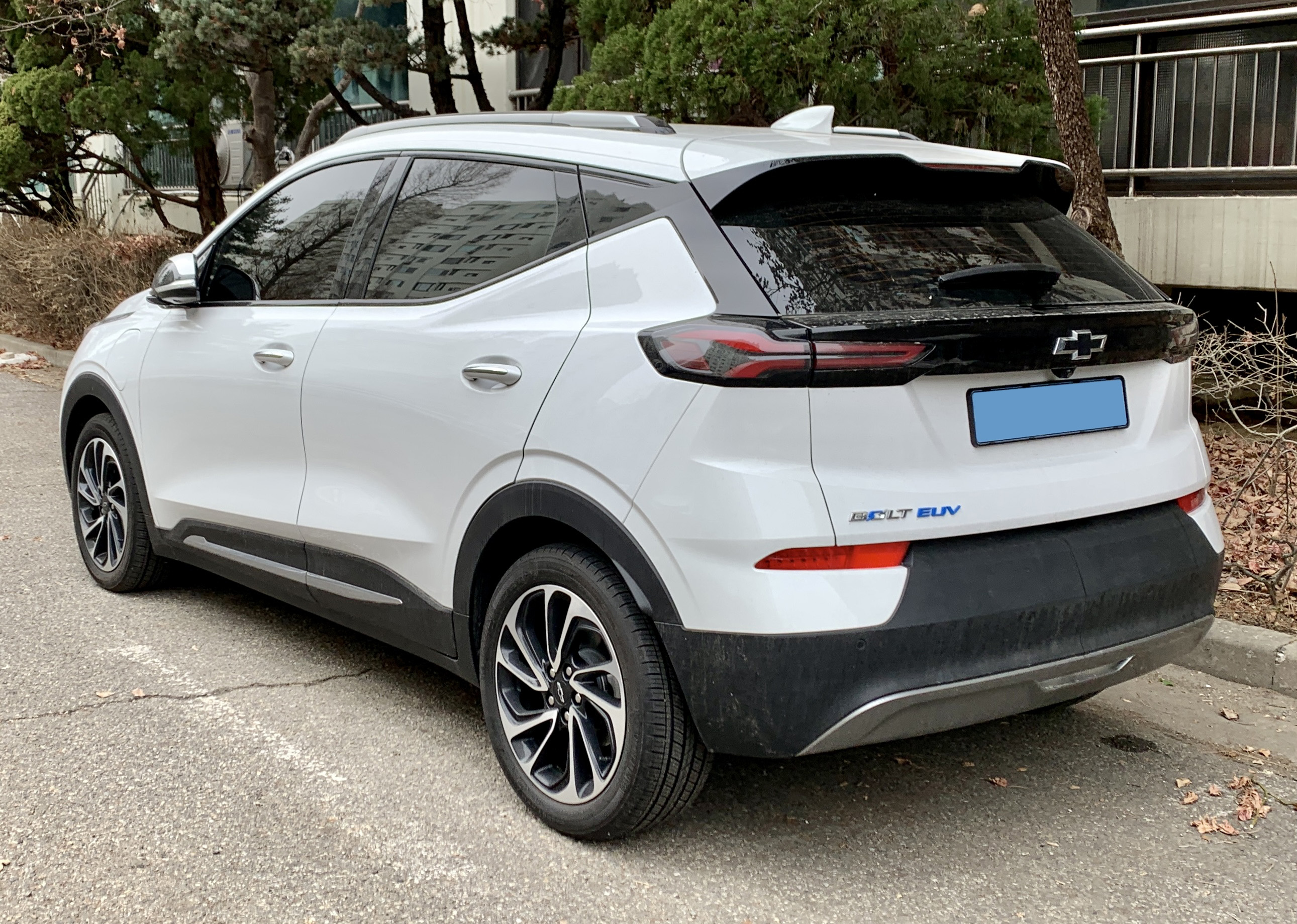
Chevrolet Bolt EUV - tył

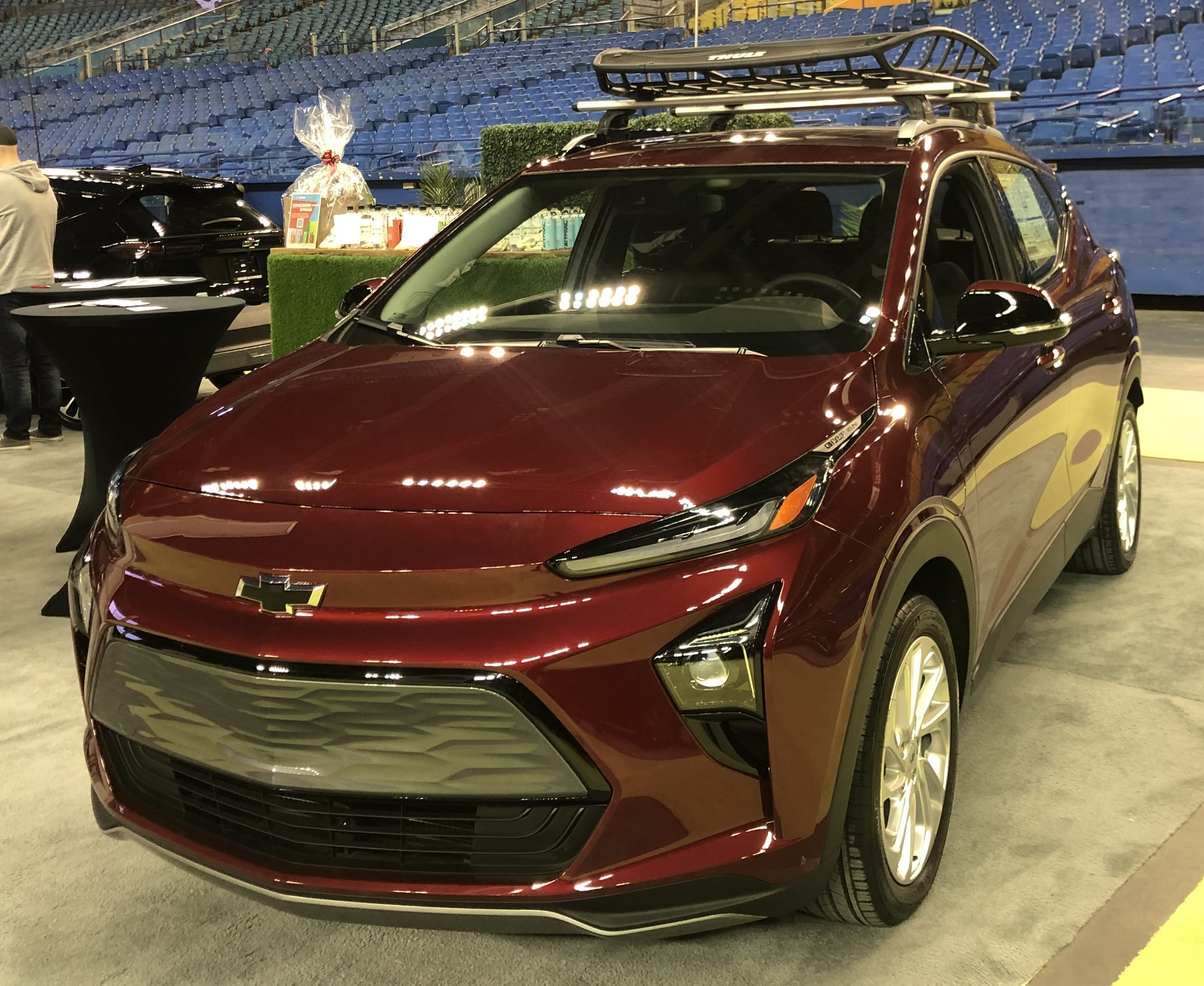
Chevrolet Bolt EUV w Kanadzie

W lutym 2021 roku Chevrolet przedstawił swoją nową gamę miejskich samochodów elektrycznych opartych o modułową platformę BEV2 koncernu General Motors. Oprócz modelu Chevrolet Bolt po obszernej restylizacji, zadebiutował oficjalnie także spokrewniony z nim crossover Bolt EUV. Drugi człon nazwy powstał od skrótu określeń Electric Utility Vehicle, stanowiących połączenie anglojęzycznych określeń na samochód elektryczny (ang. EV) i crossovera (ang. crossover SUV).
Samochód powstał jako bliźniaczy model wobec przedstawionego pół roku wcześniej na rynku chińskim Buicka Velite 7, odróżniając się od niego innym wyglądem przedniej i tylnej części nadwozia, a także kokpitu. Wszystkie te elementy modelu zostały upodobnione do zmodernizowanego Bolta, z agresywnie stylizowanymi pasakami diod LED, a także kanciastym projektem deski rozdzielczej z centralnie umieszczonym 8-calowym ekranem systemu multimedialnego.

### Sprzedaż
Chevrolet Bolt EUV powstał w ramach planu wdrożenia przez koncern General Motors do 2025 roku 30 nowych samochodów elektrycznych. Kluczowym rynkiem zbytu dla pojazdu jest rodzimy rynek Stanów Zjednoczonych, gdzie początek sprzedaży pojazdu zaplanowano na lipiec 2021 roku, stanowiąc odpowiedź na model Hyundai Kona Electric. 2 lata po rynkowym debiucie, w kwietniu 2023 Chevrolet ogłosił, że razem z Boltem model Bolt EUV zniknie z rynku z końcem 2023 roku z powodu przeniesienia pełni mocy produkcyjnych na większe i nowocześniejsze modele oparte na platformie Ultium.

### Dane techniczne
Chevrolet Bolt EUV dzieli układ napędowy z pokrewnym modelem Bolt, składając się z silnika elektrycznego o mocy 200 KM i baterii o pojemności 65 kWh. Zasięg pojazdu na jednym ładowaniu według procedury pomiarowej EPA wynosi ok. 417 kilometrów.